# 虛耗
虛耗，是中国古代汉族民间传说的一种妖怪，会给人招来祸害,擅长盗窃和破坏别人家的喜事，记载于《輦下歲時記》。

## 特征和应对方案
傳說虛耗身穿紅色的袍服，有牛的鼻子，一隻腳穿鞋著地、另一隻鞋則掛在腰間，腰裡還插有一把竹扇。据说钟馗是虚耗的克星，所以有在门上挂钟馗像来驱逐虚耗的习俗。

## 历史傳說
在唐玄宗在位年間，瘧疾發作，在夢中見到一個小鬼竊取了其之玉笛和楊貴妃的香袋，並繞殿奔戲，玄宗叫住小鬼，鬼自稱為虛耗，曰：「虛者，望空虛中盜人物如戲；耗即耗人家喜事成憂。」玄宗大怒，喚廷衛，忽有一個大鬼出現將虛耗撕成兩半吃掉。原來大鬼是驅魔真君鍾馗，因此事，玄宗加封鍾馗而表彰之。

## 相關
- 中國妖怪列表